# Patrick Schulmann
Patrick Schulmann, född 2 januari 1949 i Paris, död i en olyckshändelse 20 mars 2002 i Versailles, Frankrike, var en regissör, manusförfattare och kompositör.